# Sines and Singularities
Sines and Singularities è il secondo album in studio di Bluetech. È uscito per la label Aleph Zero del producer israeliano e guru della scena Psytrance Yaniv Shulman, che ha personalmente preso parte al mastering. Si registrano collaborazioni con lo stesso Shulman e con il gruppo Dub neozelandese Pitch Black.

## Tracce
1. Enter The Lovely - 8:10
2. Condensation - 6:08
3. Leaving Winter Behind - 7:56
4. Forgiveness - 7:54
5. First Came The Stars (Bluetech Remix) (Shulman) - 8:17
6. Ape To Angel (Bluetech's Evolution Remix) (Pitch Black) - 7:19
7. Airstream - 7:06
8. Dreamtime Lullaby - 7:34
9. Shimmer - 7:29
10. Wilderness - 7:11
11. A Garland Of Stars (feat. Rena Jones) - 3:05